# Marina Coffa
Marina Coffa (* 16. Oktober 1951 in Rom; † 8. März 2011 ebenda) war eine italienische Schauspielerin.

## Leben
Coffa war Ende der 1960er Jahre bis etwa 1973 in einigen Rollen für Film und Fernsehen zu sehen; danach spezialisierte sie sich für zehn Jahre, bis 1984, auf Darstellungen in Fotoromanzi für die Produktionsfirma Lancio. In 354 dieser Bildergeschichten verkörperte sie die naive Schöne oder Freundin an der Seite des Helden, oftmals dargestellt von Franco Gasparri, Max Delys oder Franco Dani.
Coffa hatte mit 16 Jahren das Gymnasium abgebrochen, um in der Fernsehserie La famiglia Benvenuti mitwirken zu können; Filme drehte sie für Umberto Lenzi und Alberto Lattuada. Auf der Bühne wurde ihre Darstellung in Orlando furioso gelobt.

## Filmografie (Auswahl)
- 1968: La famiglia Benvenuti (Fernsehserie)
- 1971: The Last Rebel